# Peggy K. Liss
Peggy K. Liss (geboren als Peggy Karr 3. Oktober 1927 in Philadelphia; gestorben 17. März 2023 in Washington, D.C.) war eine US-amerikanische Historikerin und Hispanistin.

## Leben
Peggy Karr war eine Tochter des Joseph Karr und der Reta Sickles. Sie begann ein Studium an der Syracuse University und an der University of Chicago, ging dann aber erst einmal in den Journalismus. Sie heiratete, hatte zwei Kinder, nahm das akademische Studium wieder auf und studierte am Beaver College (B.A. 1961), machte 1962 einen Master an der University of Pennsylvania und wurde 1965 dort bei Arthur Whitaker mit einer Dissertation über Miguel Hidalgo promoviert, dafür musste sie sich Spanischkenntnisse aneignen. Mit einem Guggenheim-Stipendium schrieb Liss 1989 ein Buch über Isabella I. von Kastilien. Sie forschte zur Geschichte Spaniens und Lateinamerikas der Neuzeit.
Liss war von 1966 bis 1970 Lecturer für Geschichte am Swarthmore College, 1972 war sie an der Case Western Reserve University tätig, von 1973 bis 1975 am Hiram College. Für das Kolumbus-Jahr 1992 war sie Mitproduzentin einer fünfstündigen Dokumentation bei den US-amerikanischen Fernsehsendern Public Broadcasting Service (PBS) und Discovery Channel.
Sie engagierte sich in verschiedenen Historikerorganisationen und war 1987 Präsidentin der Conference on Latin American History.
Liss wurde im Jahr 2000 mit dem Offizierskreuz des Orden de Isabel la Católica ausgezeichnet. Ihr wissenschaftlicher Nachlass liegt in der Johns Hopkins University.

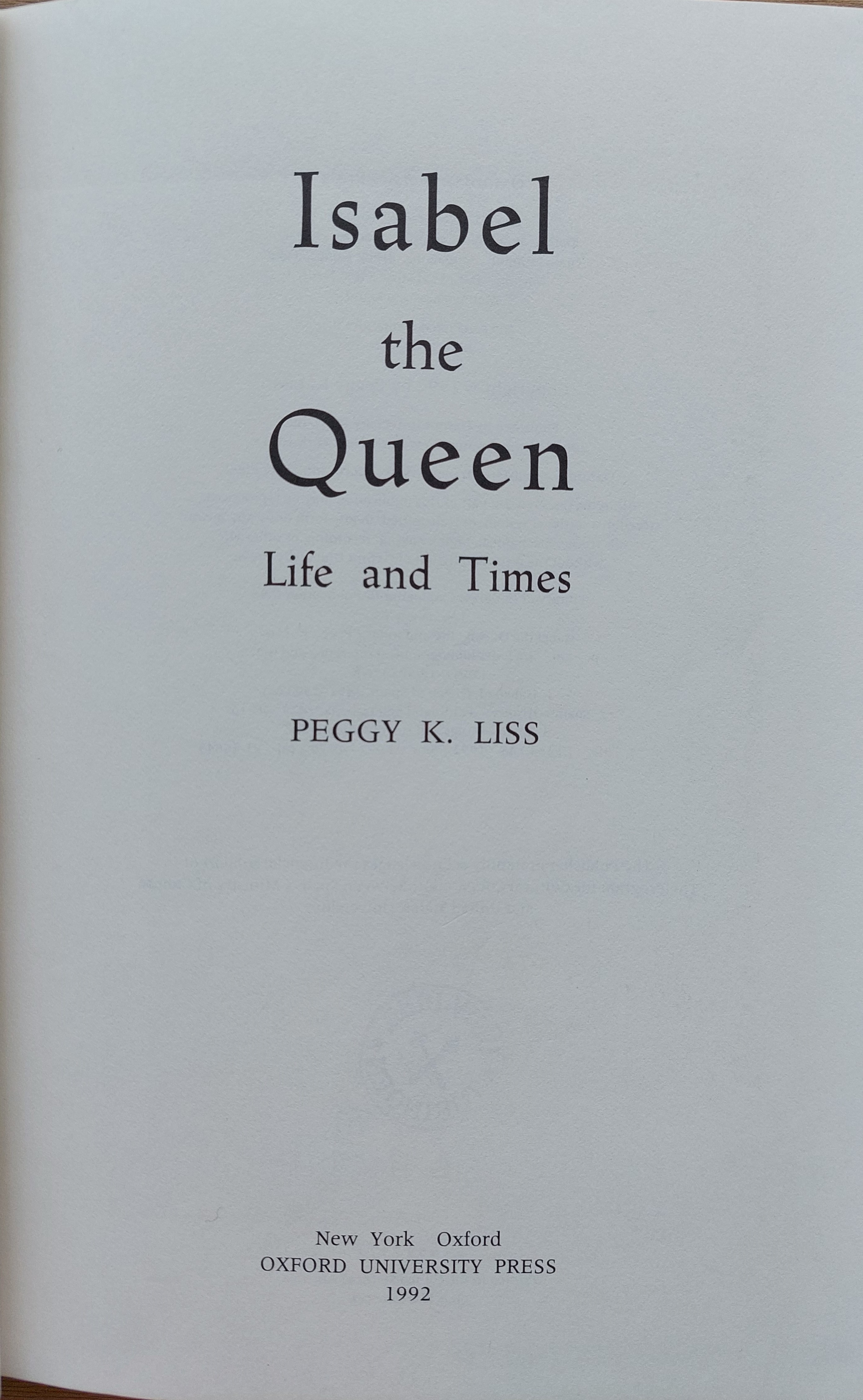
Isabel the Queen (1992)

## Schriften (Auswahl)
- Sheldon B. Liss, Peggy K. Liss (Hrsg.): Man, State and Society in Latin American History. New York: Praeger, 1972
- Mexico under Spain, 1521–1556: Society and the Origins of Nationality. Chicago: University of Chicago Press, 1975
- Atlantic Empires: The Network of Trade and Revolution, 1713–1826. Baltimore: Johns Hopkins Univ. Press, 1982
- Isabel the Queen : life and times. New York: Oxford University Press, 1992